# Bayapo Ndori
Bayapo Ndori (Tutume, 20 de junio de 1999) es un deportista botsuano que compite en atletismo, especialista en las carreras de velocidad.
Participó en dos Juegos Olímpicos de Verano, obteniendo dos medallas, bronce en Tokio 2020 y plata en París 2024, ambas en la prueba de 4 × 400 m. Ganó una medalla de oro en los Relevos Mundiales 2024, en el relevo 4 × 400 m.

## Palmarés internacional
| Juegos Olímpicos  | Juegos Olímpicos | Juegos Olímpicos  | Juegos Olímpicos |
| Año               | Lugar            | Medalla           | Prueba           |
| ----------------- | ---------------- | ----------------- | ---------------- |
| 2020              | Tokio (Japón)    | Medalla de bronce | 4 × 400 m        |
| 2024              | París (Francia)  | Medalla de plata  | 4 × 400 m        |
| Relevos Mundiales |                  |                   |                  |
| Año               | Lugar            | Medalla           | Prueba           |
| 2024              | Nasáu (Bahamas)  | Medalla de oro    | 4 × 400 m        |